# شون أسو
شون أسو (باليابانية: 麻生 瞬) (23 أبريل 1985 في أوساكا في اليابان – )؛ هو لاعب كرة قدم ياباني سابق كان يلعب كلاعب وسط.

## وصلات خارجية
- شون أسو على موقع رابطة كرة القدم اليابانية للمحترفين (اليابانية)